# Solayoh
«Solayoh» — пісня білоруської співачки Альони Ланської, з якою вона представила Білорусь на пісенному конкурсі Євробачення 2013 у Мальме. Пісня була виконана 18 травня у фіналі, де, з результатом у 48 балів, посіла шістнадцяте місце.
7 грудня 2012 року було оголошено, що Ланська на конкурсі виконає «Rhythm of Love».